# 胜利线
勝利線（朝鲜语：／ Sŭngri sŏn */?）是朝鮮民主主義人民共和國罗先市的一條鐵道線路，站點為先锋站到胜利站。

## 路线概况
- 距离：4.2
- 车站数：2
- 轨距：1435mm
- 电气化区间：无
- 复线区间：无